# Adnan Oktar
Adnan Oktar (Ancara, 2 de fevereiro de 1956), também conhecido como Harun Yahya, é um criacionista islâmico. Em 2007, ele chamou a atenção internacional quando enviou milhares de cópias não solicitadas do Atlas da Criação defendendo o criacionismo islâmico nas escolas, faculdades e museus de ciência em vários países europeus e nos Estados Unidos. Oktar participa de duas organizações das quais ele é também o Presidente de Honra: Bilim Araştırma Vakfı ("Science Research Foundation", BAV, fundada em 1990), que promove o criacionismo e Milli Değerleri Koruma Vakfı ("Fundação para a Proteção dos valores nacionais", criada em 1995), que promove o nacionalismo turco. Nas últimas duas décadas, Oktar foi envolvido em uma série de processos judiciais, tanto como autor e réu.